# Марк Ґетісс
Марк Ґетісс (англ. Mark Gatiss; нар. 17 жовтня 1966, Седжфілд, графство Дарем, Англія) — англійський актор, сценарист, продюсер і письменник.
Один з чотирьох учасників відомої у Великій Британії комедійної трупи «Ліга джентльменів», що стала лауреатом телевізійної премії Британської академії і отримала престижну «Золоту троянду Монтре» (англ. Rose d'Or de Montreux). Відомий як один з сценаристів і акторів міні-серіалу «Шерлок», а також як сценарист і актор серіалу «Доктор Хто».
Марк Ґетісс також брав участь у зйомках численних телесеріалів та кінофільмів, працює на радіо і озвучує мультиплікаційних героїв, відомий телевізійними сценаріями і роботами для театру.

## Особисте життя
Марк Ґетісс відкритий гей.

## Фільмографія
| Рік  |   | Українська назва                     | Оригінальна назва                         | Роль                           |
| ---- | - | ------------------------------------ | ----------------------------------------- | ------------------------------ |
| 2001 | ф | Іменинниця                           | Birthday Girl                             |                                |
| 2004 | ф | Зомбі на ім'я Шон                    | Shaun of the Dead                         |                                |
| 2004 | ф | Sex Lives of the Potato Men          | Sex Lives of the Potato Men               |                                |
| 2005 | ф | Матч-пойнт                           | Match Point                               |                                |
| 2005 | ф | The League of Gentlemen's Apocalypse | The League of Gentlemen's Apocalypse      |                                |
| 2005 | ф | The Quatermass Experiment            | The Quatermass Experiment                 |                                |
| 2006 | ф | Starter for 10                       | Starter for 10                            |                                |
| 2006 | ф | Free Jimmy                           | Free Jimmy                                |                                |
| 2008 | с | Розум і почуття                      | Sense and Sensibility                     | Джон Дешвуд                    |
| 2011 | ф | The Wedding of River Song            | The Wedding of River Song                 |                                |
| 2012 | ф | The Reichenbach Fall                 | The Reichenbach Fall                      |                                |
| 2014 | ф | The Empty Hearse                     | The Empty Hearse                          |                                |
| 2015 | с | Лондонський шпигун                   | London Spy                                |                                |
| 2016 | ф | Denial                               | Denial                                    |                                |
| 2016 | ф | The Abominable Bride                 | The Abominable Bride                      |                                |
| 2016 | ф | Такий самий зрадник, як і ми         | Our Kind of Traitor                       | Біллі Метлок                   |
| 2017 | ф | Twice Upon a Time                    | Twice Upon a Time                         |                                |
| 2018 | ф | Крістофер Робін                      | Christopher Robin                         | Джайлз Пролазлоу               |
| 2018 | ф | Фаворитка                            | The Favourite                             | Джон Черчиль, герцог Мальборо  |
| 2020 | с | Дракула                              | Dracula                                   | Френк Ренфілд                  |
| 2020 | ф | Батько                               | The Father                                | Білл/Пол                       |
| 2021 | ф | Операція "М'ясний фарш"              | Operation Mincemeat                       | Айвен Монтегю                  |
| 2023 | ф | Місія нездійсненна 7                 | Mission: Impossible – Dead Reckoning      | керівник АНБ                   |
| 2024 | с | Бандити в часі                       | Time Bandits                              | Джон Монтегю, 4-й граф Сендвіч |
| 2025 | ф | Фантастична четвірка: Перші кроки    | The Fantastic Four                        | Тед Гілберт                    |
| 2025 | ф | Місія неможлива: Фінальна розплата   | Mission: Impossible – The Final Reckoning | керівник АНБ                   |